# Synthesium tursionis
Synthesium tursionis är en plattmaskart. Synthesium tursionis ingår i släktet Synthesium och familjen Campulidae. Inga underarter finns listade i Catalogue of Life.